# 伊琳娜·米哈伊洛芙娜·古谢娃
伊琳娜·米哈伊洛芙娜·古谢娃（羅馬化：Irina Mikhaylovna Guseva；1972年5月20日—）是俄罗斯政治人物，第六届和第七届国家杜马议员。